# آلفين فرنسيس ليندسي
آلفين فرنسيس ليندسي (بالإنجليزية: Alvin Francis Lindsay)‏ هو مهندس معماري وسياسي أمريكي، ولد في 3 فبراير 1882 في غرايفيل في الولايات المتحدة، وتوفي في 9 مايو 1957 في الولايات المتحدة. حزبياً، نشط في الحزب الجمهوري. وقد انتخب عضو مجلس نواب ولاية ميسوري.